# برونو پیزول
برونو پیزول (به انگلیسی: Bruno Pizzul؛ زادهٔ ۸ مارس ۱۹۳۸ – درگذشتهٔ ۵ مارس ۲۰۲۵) یک بازیکن فوتبال اهل ایتالیا بود.
از جمله باشگاه‌هایی که وی در آن‌ها بازی کرده‌است، می‌توان به باشگاه فوتبال کرمونزه، باشگاه فوتبال پرو گوریتسیا، باشگاه فوتبال اودینزه و باشگاه فوتبال کاتانیا اشاره کرد.
پیزول در ۵ مارس ۲۰۲۵، سه روز پیش از تولد ۸۷ سالگی‌اش درگذشت.